# بيراهيم سار
بيراهيم سار (بالفرنسية: Birahim Sarr)‏ هو لاعب كرة قدم فرنسي في مركز قلب الدفاع، ولد في 27 يوليو 1991 في تروا في فرنسا. لعب مع نادي فيستيروس ‏.

## وصلات خارجية
- بيراهيم سار على موقع قاعدة بيانات كرة القدم.إي يو (الإنجليزية)
- بيراهيم سار على موقع Soccerway.com (الإنجليزية)